# Ближний (Новосибирская область)
Ближний — исчезнувший посёлок в Болотнинском районе Новосибирской области. На момент упразднения входил в состав Кунчурукского сельсовета. Исключен из учётных данных в 1977 году.

## География
Располагался на правом берегу реки Кунчурук, в 2 км к востоку-юго-востоку от села Кунчурук.

## История
Деревня Ближняя основана в 1907 г. В 1926 году состояла из 39 хозяйств. В административном отношении входила в состав Рыбкинского сельсовета Болотнинского района Томского округа Сибирского края.
Решением Новосибирского облисполкома от 01.12.1977 г. № 799 деревня исключена из учётных данных.

## Население
По переписи 1926 г. в деревне проживало 216 человек (96 мужчин и 120 женщин), основное население — русские.